# Formula TT

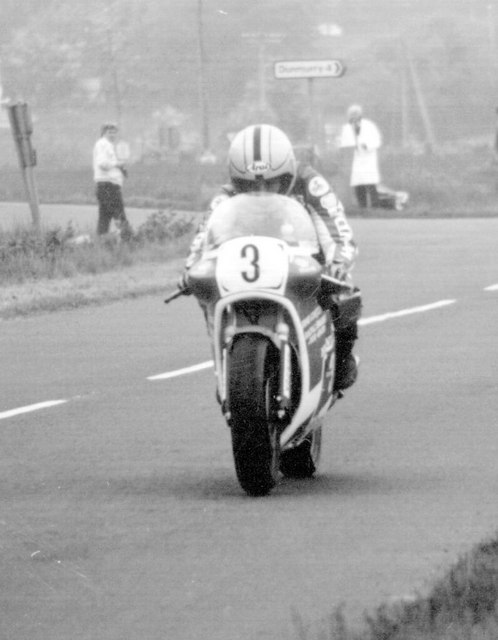
Joey Dunlop fünffacher Meister, 1982 beim Ulster Grand Prix

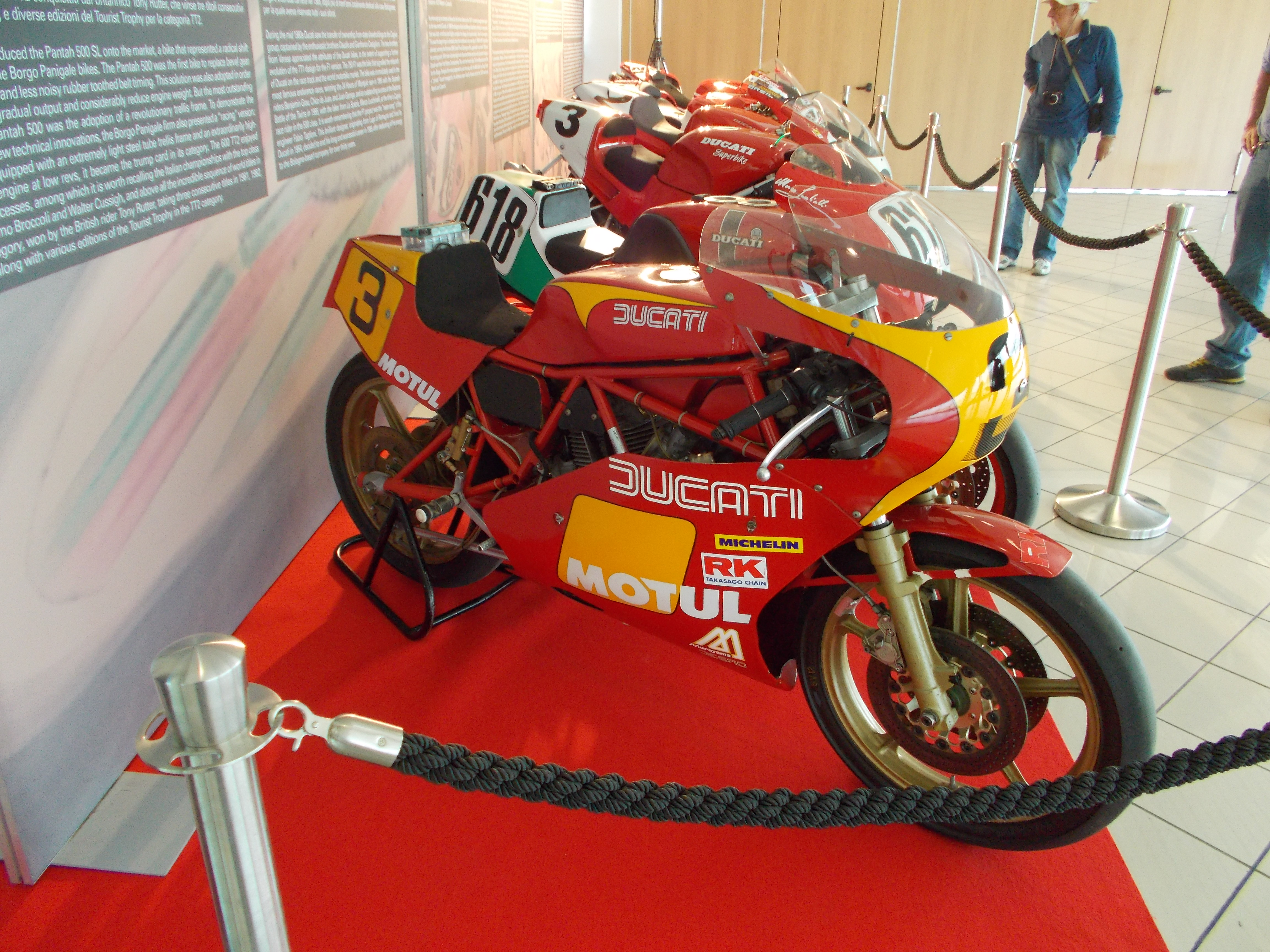
Ducati 600 TT2

Die Formula TT war eine Rennsport-Klasse für Motorräder und wurde zwischen 1977 und 1990 als offizielle Weltmeisterschaft unter dem Dach der FIM ausgetragen. Sie war in drei Hubraum-Klassen eingeteilt und stand sowohl Zwei- als auch Viertaktern offen.

## Geschichte
Die Formula TT wurde 1977 von der Regierung der Isle of Man und der Auto-Cycle Union ins Leben gerufen, um die Aberkennung des WM-Status der Tourist Trophy durch die FIM zu kompensieren und gleichzeitig Rennen mit seriennahen Maschinen populärer zu machen. 1977 und 1978 wurde der TT-Sieger gleichzeitig TT-Weltmeister der jeweiligen Klasse.
Ab 1979 floss auch der Ulster Grand Prix in die Wertung der Formula TT mit ein. Fortan wurde nach einem Punktesystem gewertet. Weltmeister wurde, wer die meisten Zähler bei den ausgetragenen Rennen einfuhr. 1982 wurde mit dem Rennen auf dem Circuito de Vila Real im portugiesischen Vila Real ein dritter Lauf zur WM hinzugefügt, gleichzeitig verschwand die Formula III. 1983 fand der dritte Lauf im niederländischen Assen statt. In den folgenden Jahren wurden Läufe in Brünn, Zolder, Hockenheim, Montjuïc, Jerez und Misano ausgetragen, 1986 umfasste der Kalender acht Rennen. Von 1987 an wurde die Formula II nicht mehr ausgetragen, die Formula I verließ erstmals auch Europa und trug einen Lauf im japanischen Sugo aus.
1988 startete mit der Superbike-Weltmeisterschaft eine ernstzunehmende Konkurrenz-Serie, die schnell sehr populär wurde. Dies führte schließlich dazu, dass die Formula TT 1990 nur noch als FIM-Cup ausgetragen wurde und nach Beendigung der Saison eingestellt wurde. Bei der Tourist Trophy war die TT-F1-Klasse noch bis 2004 im Programm.

## Technisches Reglement
Die Formula TT war in drei Kategorien eingeteilt, die meist als TT-F1 bis TT-F3 bezeichnet wurden.
- Formula I – Viertakter von 600 bis 1000 cm³ und Zweitakter von 350 bis 500 cm³
- Formula II – Viertakter von 400 bis 600 cm³ und Zweitakter von 250 bis 350 cm³
- Formula III – Viertakter von 200 bis 400 cm³ und Zweitakter von 125 bis 250 cm³

## Siegerliste
| Jahr | Formula I                 | Formula II                | Formula III          |
| ---- | ------------------------- | ------------------------- | -------------------- |
| 1977 | Phil Read (Honda)         | Alan Jackson sr. (Honda)  | John Kidson (Honda)  |
| 1978 | Mike Hailwood (Ducati)    | Alan Jackson sr. (Honda)  | Bill Smith (Honda)   |
| 1979 | Ron Haslam (Honda)        | Alan Jackson sr. (Honda)  | Barry Smith (Yamaha) |
| 1980 | Graeme Crosby (Suzuki)    | Charlie Williams (Yamaha) | Ron Haslam (Honda)   |
| 1981 | Graeme Crosby (Suzuki)    | Tony Rutter (Ducati)      | Barry Smith (Yamaha) |
| 1982 | Joey Dunlop (Honda)       | Tony Rutter (Ducati)      |                      |
| 1983 | Joey Dunlop (Honda)       | Tony Rutter (Ducati)      |                      |
| 1984 | Joey Dunlop (Honda)       | Tony Rutter (Ducati)      |                      |
| 1985 | Joey Dunlop (Honda)       | Brian Reid (Yamaha)       |                      |
| 1986 | Joey Dunlop (Honda)       | Brian Reid (Yamaha)       |                      |
| 1987 | Virginio Ferrari (Bimota) |                           |                      |
| 1988 | Carl Fogarty (Honda)      |                           |                      |
| 1989 | Carl Fogarty (Honda)      |                           |                      |
| 1990 | Carl Fogarty (Honda)      |                           |                      |